# Willem Frederik van Bylandt

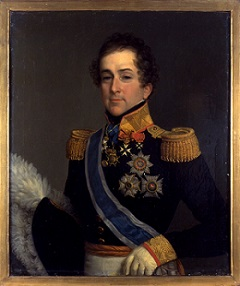
Willem Frederik van Bylandt

Wapen van Bylandt

Willem Frederik graaf van Bylandt (Den Haag, 5 juni 1771 – Princenhage, 25 oktober 1855) was een officier in het Nederlandse leger.

## Familie
Van Bylandt was een zoon van Alexander des H.R. Rijksgraaf van Bylandt (1743-1819), generaal-majoor infanterie, en Anna van der Duyn (1747-1798). Hij was een broer van Otto Anne van Bylandt en van Jean Charles van Bylandt. Hij trouwde 1e in 1802 Mary C. Hughes (1782-1818) en 2e in 1825 Aspasia V.F.W. Craan (1800-1879) uit welke huwelijken elf kinderen werden geboren. Aspasia Craan was de dochter van Willem Benjamin Craan, welke in 1814 de leiding verkreeg over het kadaster van het departement Dyle, en na de slag bij Waterloo in september 1815 een verslag deed publiceren met een gedetailleerde kaart, getiteld 'Plan du champ de bataille de Waterloo, avec notice historique'.

## Loopbaan
De familie van Bylandt had al een militair verleden toen Willem Frederik in 1771 werd geboren. Destijds kwam het nog vaak voor dat adellijke families hun eigen regimenten oprichtten en betaalden. Zo'n regiment werd dan genoemd naar de edelman die de salarissen betaalde, bijvoorbeeld het regiment Salm of het regiment Bentinck. De betalende edelman was meteen ook kolonel van het regiment, en hij bepaalde wie er wel of niet werd aangenomen en hoe de uniformen eruitzagen. Ook in andere Europese landen kwam dit voor, evenals het gebruik om officiersrangen voor adellijke zonen te kopen. Destijds bestond er ook een regiment Van Bylandt. De familie van Bylandt had dus zowel geld als enige militaire ervaring.
Willem Frederik begon zijn militaire loopbaan in 1783, toen hij als twaalfjarige cadet dienst nam bij een Nederlands regiment, de Staatse dragonders. Het is zeer onwaarschijnlijk dat Willem hier al officierstaken verrichtte. Waarschijnlijk wilde zijn familie hem kennis laten maken met het militaire leven. In de praktijk zal hij echter niet veel tijd aan zijn militaire functie besteed hebben, omdat hij natuurlijk ook andere dingen moest leren die voor een edelman belangrijk werden gevonden.
Drie jaar later, in 1786, werd hij wachtmeester bij de Garde te Paard, een onderofficiersfunctie. In deze rang maakte hij in 1787 de opstand van de Patriotten mee. In de Republiek der Verenigde Provinciën was destijds niet iedereen het eens met het feit dat stadhouder Willem V steeds meer op een koning ging lijken, en zich ook steeds meer zo ging gedragen. Nederland was immers een republiek. Twee jaar voor de Franse Revolutie vond er al een revolutie in Nederland plaats. Alleen verliep deze niet zo dramatisch als de Franse Revolutie. In een aantal steden werden door studenten en rijke burgers (regenten) exercitiegenootschappen en vrijkorpsen opgericht. Deze opstandelingen noemden zichzelf patriotten. Met de exercitiegenootschappen hoopten ze tegen het leger te kunnen vechten, dat grotendeels achter de stadhouder stond. Toch sloten ook sommige eenheden van het leger zich bij de patriotten aan. Er dreigde een burgeroorlog.
Willem V durfde echter het leger niet in te zetten. Hij vertrok van de hofstad Den Haag naar Nijmegen. Zijn vrouw, prinses Wilhelmina van Pruisen, weigerde echter zich bang te laten maken en besloot terug te reizen naar Den Haag om de regering opnieuw in handen te nemen. In de buurt van Goejanverwellesluis werd zij tegengehouden door een aantal patriotten van het vrijkorps van Gouda, die haar simpelweg verboden om verder te reizen. Frederik Willem, de koning van Pruisen, was zo boos over deze belediging van zijn zuster door de patriotten, dat hij het Pruisische leger bevel gaf om in de Republiek de orde te herstellen en de stadhouder te steunen tegen de patriotten. Onder Pruisische leiding verjoegen de Staatse eenheden die trouw waren gebleven aan de stadhouder de verschillende exercitiegenootschappen die zich onder andere in Amsterdam en Utrecht hadden verschanst. Veel patriotten vluchtten naar Frankrijk, en zouden in 1795 met de Fransen terugkomen naar Nederland, zoals de latere generaal Daendels. Het valt te betwijfelen of Willem Frederik tijdens deze opstand bij echte gevechten is betrokken geweest. De Garde te Paard was weliswaar een van de eenheden die het meest trouw was aan de stadhouder, maar over het algemeen hebben de Staatse eenheden maar heel weinig gevochten. Dat werd overgelaten aan de Pruisen.
Na de opstand van de patriotten bleef het onrustig in de Republiek, vooral vanwege de Franse Revolutie. De nieuwe Franse regering kreeg het al snel aan de stok met verschillende landen, zoals het Verenigd Koninkrijk en Oostenrijk. Het tegenwoordige België, de Zuidelijke Nederlanden, hoorde in die tijd bij Oostenrijk, en in 1792 vielen de Fransen de Zuidelijke Nederlanden binnen. In dat jaar werd Willem Frederik benoemd tot tweede luitenant bij de Hollandse Garde te Voet. Een luitenant van de Garde werd behandeld en betaald als een kapitein ten opzichte van de 'gewone' regimenten. Met de Garde vocht hij in de campagnes van 1792, 1793 en 1794 in Nederland en België tegen Frankrijk. Het Staatse leger vocht in deze campagnes niet alleen. Zowel Oostenrijk als Engeland hadden troepen in de Zuidelijke Nederlanden ingezet. Bij de Engelse troepen bevond zich ook een zekere luitenant-kolonel Arthur Wellesley, de latere hertog van Wellington.
De veldtochten verliepen nu eens goed, dan weer slecht voor de Staatsen en geallieerden, maar uiteindelijk wonnen de Fransen, en in 1795 trokken zij de Republiek binnen. Stadhouder Willem V vluchtte naar Engeland. Sommige Nederlandse troepen en de restanten van het Engelse hulpkorps trokken naar Bremen, om van daaruit naar Engeland te varen. Bij deze troepen bevonden zich ook veel kleine buitenlandse eenheden, die in de loop van 1793-1794 in de Republiek waren opgericht om tegen de Fransen te vechten, en die bestonden uit een mengsel van gevluchte Franse edelen en allerlei buitenlandse huursoldaten, voornamelijk Duitsers. Deze eenheden werden overgenomen in Engelse dienst, en vanaf 1795 dus door Engeland betaald. Willem Frederik nam dienst bij een van deze nieuwe eenheden, de jagers te paard van Hompesch. Bij dit regiment kreeg hij de rang van kapitein. De jagers van Hompesch werden naar Engeland getransporteerd, en van daaruit naar de West-Indische eilanden zoals Barbados en Jamaica. De Fransen hadden namelijk besloten om de Britse kolonies in het Caraïbisch gebied aan te vallen, en ook waren op sommige eilanden slavenopstanden uitgebroken.
Op de verschillende eilanden vochten de jagers van Hompesch tegen lokale opstandelingen (meestal ontsnapte slaven) en de Franse expeditiemacht. De opstandelingen voerden een ware guerrillaoorlog met kleine aanvallen op afgelegen plantages die maar moeilijk te bestrijden waren. De guerrilla was hard en meedogenloos, en zowel de geregelde troepen (Fransen en Engelsen) als de opstandelingen maakten zich soms schuldig aan moordpartijen. Een periode vol ziektes en schermutselingen eiste haar tol, en in 1797 werd het uitgedunde korps weer teruggezonden naar Engeland om op adem te komen. Dit was echter niet voor lang.
Na slechts een paar maanden rust kreeg het regiment een andere reisbestemming: Ierland. Dit land hoorde in de napoleontische periode nog helemaal bij Engeland, en ook toen waren er al Ierse nationalisten die zich inzetten voor een onafhankelijk Ierland. In 1798 was het de Ierse nationalist Theobald Wolfe Tone gelukt om Franse steun te krijgen voor een invasie in Ierland. De Fransen hoopten zo een volksopstand in Ierland te ontketenen, waardoor het Verenigd Koninkrijk genoodzaakt zou zijn om veel van zijn troepen daar in te zetten. Als het de Ieren zou lukken om de Britten te verdrijven, zou het Verenigd Koninkrijk bovendien altijd te maken hebben met een gevaar in de rug, en zou het makkelijker worden voor Frankrijk om vrede te sluiten met het Verenigd Koninkrijk.
De Franse invasie lukte gedeeltelijk, en Franse troepen en Ierse opstandelingen vochten met kleine, lokale Engelse milities. Engeland haastte zich om ervaren troepen naar Ierland te sturen, en de jagers te paard van Hompesch gingen mee. Zo vochten zij wederom tegen lokale opstandelingen en hun Franse bondgenoten. Het regiment Hompesch kreeg hier de reputatie dat het soms bruut en genadeloos te werk ging, maar onbekend is of dit slaat op het gehele regiment of op kleine, ongedisciplineerde patrouilles. De Britse troepen versloegen de Fransen en hun Ierse bondgenoten, en enige rust keerde weer terug in Ierland.
Zo ook op het continent. Na tien jaar oorlog werd in 1802 de Vrede van Amiens tussen het Verenigd Koninkrijk en Frankrijk gesloten. De grenzen tussen de twee landen gingen weer open en Britse dames konden in Parijs weer de laatste mode gaan bekijken. Door de vrede van Amiens werden echter veel van de hulpkorpsen, die door het Verenigd Koninkrijk betaald werden, plotseling overbodig. Het regiment jagers van Hompesch werd ontbonden, waarbij een gedeelte van het regiment overging naar verschillende bataljons van het Britse 60th (Royal American) Rifle regiment. De Graaf van Bylandt verliet echter de Britse dienst en keerde terug naar Nederland, dat ondertussen de Bataafse Republiek was geworden. Hier nam hij geen dienst, maar nam in alle rust deel aan het gewone leven. Gelukkig waren grote gedeeltes van het familiebezit niet door de Bataafse Republiek afgepakt –zoals bij sommige andere Nederlandse edelen was gebeurd die de kant van de stadhouder hadden gekozen. Willem Frederik moet een redelijk comfortabel leven hebben geleid. Dit duurde voort tot 1813.
In dat jaar brak er een opstand uit in Nederland met als doel de Fransen te verdrijven. In alle haast werden er landstorm-, militie- en beroepseenheden geformeerd om aan de Fransen het hoofd te kunnen bieden. Er waren echter twee problemen. Ten eerste was er niet genoeg materiaal en wapens om alle eenheden mee uit te rusten. En ten tweede waren er veel te weinig ervaren officieren om de vrijwilligers te leiden. Veel Nederlandse officieren waren op dat moment nog in Franse dienst; om genoeg officieren bij elkaar te krijgen voor het nieuwe Nederlandse leger werd een algemene oproep gedaan door de Nederlandse regering aan oud-militairen om zich vrijwillig te melden voor de dienst. Willem Frederik meldde zich en werd tot kolonel van een infanteriebataljon benoemd, ongetwijfeld op grond van zijn militaire ervaring, al was hij reeds negen jaar niet meer militair actief geweest. Voor 1813 was hij nooit commandant geweest van een militaire formatie die groter was dan een cavalerie eskadron (ongeveer 150 man). Hij kreeg het bevel over de 1e brigade van de 2e Nederlandse divisie, bestaande uit het 7e Bataljon Infanterie van Linie, het 27e Jagers en het 5e, 7e en 8e Bataljon Nationale Militie. Op 13 mei 1815 werd hij benoemd tot generaal-majoor. Over het algemeen kweet hij zich goed van zijn taken; hij werd ondersteund door een goede staf (bestaande uit kapitein van Zuylen van Nyevelt als Chef van de Staf, kapitein Rendorp als adjudant van de generaal en kapitein graaf G.-J. van Hogendorp en luitenant baron C.F.S. van Haren als aide-de-camp van de generaal). Bij Quatre-Bras wist Willem Frederik door het verspreid opstellen van het 27e bataljon jagers de Fransen een tijdlang in het ongewisse te laten over de geringe sterkte van de brigade. Twee dagen later, tijdens de slag bij Waterloo, raakte hij gewond bij de aanval van het Franse 1e legerkorps van generaal D'Erlon en moest hij het slagveld verlaten. Luitenant-kolonel De Jongh van het 8e Nationale Militie nam tijdelijk het commando van de brigade op zich. Willem Frederik nam het commando over zijn uitgedunde brigade pas weer terug tegen het einde van juli 1815. Van de vijf bataljons waren er toen nog maar twee over, die van de restanten van de vijf waren gevormd. Later in het jaar nam Willem Frederik het commando over de hele 2e Nederlandse divisie over van de divisiecommandant, luitenant-generaal Perponcher, die toen als Nederlands ambassadeur naar Berlijn werd gestuurd. Van Bylandt was ridder in de Militaire Willems-Orde (Koninklijk Besluit van 8 juli 1815 nummer 15).
Na 1815 bleef Van Bijlandt dienen in het Nederlandse leger, en was onder andere ook betrokken bij de onlusten in 1830 in Brussel, welke leidden tot de onafhankelijkheid van België.